# Đề án dạy và học ngoại ngữ trong hệ thống giáo dục quốc dân giai đoạn 2008–2020
Đề án dạy và học ngoại ngữ trong hệ thống giáo dục quốc dân giai đoạn 2008-2020  là một đề án do Bộ Giáo dục và Đào tạo Việt Nam đề cử, được chính phủ phê duyệt vào năm 2008. Mục tiêu của đề án là đổi mới toàn diện việc dạy và học ngoại ngữ trong các trường của Việt Nam với mục đích "đến năm 2020, đa số thanh niên Việt Nam tốt nghiệp trung cấp, cao đẳng và đại học có đủ năng lực ngoại ngữ sử dụng độc lập, tự tin giao tiếp, học tập, làm việc trong môi trường hội nhập, đa ngôn ngữ, đa văn hóa, biến ngoại ngữ trở thành thế mạnh của người dân Việt Nam". Ngày 16 tháng 11 năm 2016, khi trả lời chất vấn của quốc hội, Bộ trưởng Giáo dục Phùng Xuân Nhạ đã nói ngắn gọn về tính khả thi của đề án: "Tôi xin trả lời thẳng là không đạt".

## Quá trình triển khai đề án
Đề án có tổng kinh phí khoảng 9,400 tỷ VND. Ở giai đoạn 1 từ năm 2008 - 2010 phải chi hơn 1 ngàn tỷ đồng. Trong giai đoạn hai từ năm 2011-2015 đã chi hơn 4 ngàn 4 trăm tỷ đồng. Giai đoạn ba từ năm 2016-2020 chi tiếp khoảng 4 ngàn tỷ đồng.

## Kết quả
Kết thúc thời gian thực hiện đề án, hầu hết các mục tiêu vẫn chưa đạt được. Khả năng ngoại ngữ của học sinh hay người Việt Nam vẫn chưa được cải thiện nếu chỉ học theo chương trình phổ thông theo định hướng mà đề án đặt ra.

## Nguyên nhân thất bại của đề án
Theo Bộ trưởng Phùng Xuân Nhạ, khi xây dựng đề án lúc thực hiện gặp vấn đề về chuẩn bị, thời gian, kinh phí. Ông Nhạ cũng nhận trách nhiệm về sự thiết thực, khả thi của đề án cũng như sự chỉ đạo sát sao, bám sát trong khâu thực hiện. Bộ trưởng Nhạ cho rằng Đề án 2020 không phải chịu trách nhiệm đào tạo ngoại ngữ cho tất cả đối tượng vì như thế không khả thi. Bộ trưởng cho biết, chương trình nội dung phải thống nhất, biên soạn hệ thống, trong đó tính hội nhập quốc tế chứ không phải biên soạn theo năng lực các thầy, các cô.

## Dư luận
Phần lớn kinh phí được dùng để đưa các quan chức cao cấp của ngành giáo dục tại các tỉnh đi tham  quan, học tập tại các nước tiên tiến, các quốc gia sử dụng tiếng Anh khắp châu Âu, châu Mỹ,... mà chẳng biết  việc này đóng góp được gì cho việc thực thi đề án.  
Sau khi tiêu tốn 9.4 nghìn tỷ đồng trong nhiều năm, kết quả thi môn Ngoại ngữ vẫn thấp hơn nhiều môn khác trong kỳ thi THPT quốc gia hàng năm. Vào năm 2015, kết quả thi THPT quốc gia môn Ngoại ngữ dùng cho xét tuyển đại học, cao đẳng thì số thí sinh đạt dưới 5 điểm chiếm 81,2%.  Năm 2016 cũng vậy, điểm trung bình cả nước của môn Ngoại ngữ là 3,43 điểm, với 84% bài thi <5 điểm. . Năm 2018, phổ điểm THPT môn tiếng Anh 
cả nước là 3.91 với 78.22% dưới điểm trung bình . Năm 2020, môn tiếng Anh tiếp tục đội sổ, và là môn duy nhất có điểm dưới trung bình trong số tất cả các môn thi tốt nghiệp 
Dư luận xã hội, phụ huynh, học sinh, và mọi tầng lớp xã hội đều đặt câu hỏi là ngành giáo dục đã đạt được gì sau dự án ngàn tỉ này